# آبیسوسی وانک
آبیسوسی وانک (ارمنی: Աբիսոսի վանք؛ انگلیسی: Abisosi Vank) یک کلیسا متعلق به کلیسای حواری ارمنی واقع در شهر رخا،  گرجستان می‌باشد. ساخت و ساز این ساختمان در سال میلادی؛ به پایان رسید. این بنا به سبک معماری ارمنی طراحی شده است.